# Imbrasia michaelae
Imbrasia michaelae är en fjärilsart som beskrevs av Philippe Darge 1975. Imbrasia michaelae ingår i släktet Imbrasia och familjen påfågelsspinnare. Inga underarter finns listade i Catalogue of Life.